# Zdzisław Jastrzębski
Zdzisław Jan Jastrzębski (ur. 17 grudnia 1930 w Wyszkowie, pow. Dolina, woj. stanisławowskie – zm. 30 kwietnia 1972 w Lublinie) – adiunkt Katedry Historii Literatury Polskiej Uniwersytetu im. Marii Curie-Skłodowskiej, absolwent i pracownik naukowy Katolickiego Uniwersytetu Lubelskiego, edytor, eseista, publicysta, krytyk, badacz i historyk literatury, znany norwidolog i specjalista w zakresie literatury okresu okupacji, członek Związku Literatów Polskich.
Urodził się jako najstarszy z pięciorga dzieci w rodzinie Jana Jastrzębskiego – zawodowego wojskowego i jego żony Leokadii z domu Kaczorek. W latach 1945–50 był uczniem Gimnazjum i Liceum Ogólnokształcącego w Brodnicy. W latach 1950–55 studiował polonistykę na Katolickim Uniwersytecie Lubelskim.

## Praca naukowa i publicystyczna
W czasie studiów na KUL-u intensywnie pracował w sekcji krytyki literackiej Koła Polonistów oraz współpracował z sekcją teatrologii, edytorstwa, kultury i filmu. Debiutował jako krytyk szkicem o poezji A. Rymkiewicza: Rdza na betonie, Dziś i Jutro 1952 nr 31, następnie szkicem o utworach T. Gajcego: Poezja buntu i cierpienia, Dziś i Jutro 1953 nr 38. Pierwszy stopień studiów polonistycznych ukończył ze specjalizacją bibliotekarstwa i edytorstwa. Uczestniczył w magisterskim seminarium norwidowskim prowadzonym przez prof. Irenę Sławińską i w  1955 r. uzyskał stopień magisterski po napisaniu pracy: Pamiętnik artysty. O Vade mecum Cypriana Norwida, która została w całości opublikowana.
Po studiach pracował  w Lublinie jako aspirant na KUL-u oraz jako nauczyciel i bibliotekarz (Liceum Kulturalno-Oświatowe, Liceum Sztuk Plastycznych, Liceum Muzyczne,  Instytut Medycyny Pracy i Higieny Wsi).
W 1956 r. zdobył pierwszą nagrodę w organizowanym przez Ministerstwo Szkolnictwa Wyższego Ogólnopolskim Mickiewiczowskim Konkursie Naukowym za pracę Dlaczego Mickiewicz przestał tworzyć (praca została opublikowana w roku 1960 jako Mickiewiczowska alternatywa).
W latach 1963-66 intensywnie pracował nad doktoratem pod opieką prof. Stefanii Skwarczyńskiej na Uniwersytecie Łódzkim, gdzie uzyskał stopień doktora nauk humanistycznych za pracę Literatura pokolenia wojennego wobec dwudziestolecia, w której
W latach 1966 -72 pracował jako adiunkt w I Katedrze Historii Literatury Polskiej na Uniwersytecie  im. Marii Curie-Skłodowskiej w Lublinie (od roku 1970 w Zakładzie Literatury Współczesnej utworzonego wówczas Instytutu Filologii Polskiej) prowadząc zajęcia dydaktyczne dla studentów ze wstępu do nauki o literaturze. W 1967 r. po przedstawieniu materiałów zebranych do przygotowywanej rozprawy habilitacyjnej Humor w okresie wojny otrzymał stypendium habilitacyjne.  Nie ukończona rozprawa została wydana pośmiertnie, najpierw we fragmentach: Poetyka humoru wojennego (wybrane kwestie), a później w całości, jako Poetyka humoru lat okupacji 1939-1944. 
"W dziedzinie krytycznego porządkowania i objaśniania okupacyjnej kultury literackiej w Polsce poczynania Jastrzębskiego należą do pionierskich. (...) Nawiązywał liczne kontakty z przyjaciółmi i rodzinami poległych poetów, docierał do wielu żyjących świadków i współuczestników tajnego życia kulturalnego tamtych lat (przede wszystkim na terenie Warszawy), odszukiwał rękopisy i druki konspiracyjne, które wówczas nie były ujęte przez żadną bibliografię”.
Był w niesprzyjających czasach PRL jednym z pionierów i najbardziej aktywnych badaczy konspiracyjnego życia literackiego w Polsce lat okupacji hitlerowskiej. Pisał: „Jednym z błędów w podejmowaniu problemów związanych z twórczością okresu wojny było to, że zaczynano od ocen, a nie od ustalania faktów i opracowania materiałów. Materiały te są trudno dostępne i zdewastowane, do tego brak o nich często bliższych danych, nie ma też bibliografii; z dużą szkodą dla badań nie uwzględniono prawie wcale publikacji konspiracyjnych ani w Słowniku współczesnych pisarzy polskich ani w Polskiej Bibliografii Literackiej”. Jako formę uzupełnienia wymienionych kompendiów opracował antologię Konspiracyjna publicystyka literacka 1940-44. Przyczynił się do udostępnienia twórczości literackiej Z. Stroińskiego, przygotowując do druku pierwsze osobne wydanie utworów poległego poety (tomik Okno, Lublin 1963). Opublikował tom szkiców literackich Bez wieńca i togi. Opracował dwutomową edycję pism A. Trzebińskiego Aby podnieść różę i Kwiaty z drzew zakazanych. 
W trybie krytycznoliterackim i publicystycznym wypowiadał się o zjawiskach literatury na łamach wielu pism: „Dziś i Jutro“, „Roczniki Humanistyczne“, „Tygodnik Powszechny“, „Kamena“, „Polonista“, „Więź“, „Przegląd Humanistyczny“, „Znak“, „Dialog“, „Twórczość“, „Ruch Literacki“, „Życie Literackie“, „Współczesność“, „Przegląd Lubelski“, „Kierunki“, „Życie i Myśl“, „Pamiętnik Teatralny“. 
Wielostronnie interesował się dziełem Norwida i poświęcił mu liczne prace. Pozostawił publikacje mające podstawowe znaczenie dla poznania biografii B. Leśmiana.
Zmarł nagle, w pełni sił twórczych i naukowych, w 1972 r.

## Wybrane publikacje i prace edytorskie
- Pamiętnik artysty (O Vade mecum Cypriana Norwida). Roczniki Humanistyczne t.6, 1956/57, z. 1, s. 7-115.
- Mickiewiczowska alternatywa, Wydawnictwo Towarzystwa Naukowego Katolickiego Uniwersytetu Lubelskiego, 1960
- Sceniczne dzieje Norwida, „Pamiętnik Teatralny” 1960, z. 2, s. 259-294
- Biografia Leśmiana notariusza, „Przegląd Lubelski“ t. I, 1965, s. 177-199
- Wspomnienia o Bolesławie Leśmianie, (red.i wstęp) Lublin 1966
- Bez wieńca i togi: szkice literackie, Warszawa 1967
- Związki między poezją i prozą: konferencja naukowa poświęcona prozie polskiej XX wieku, Uniwersytet Mikołaja Kopernika, 1968
- Literatura pokolenia wojennego wobec dwudziestolecia, Warszawa 1969
- Andrzej Trzebiński, Aby podnieść różę. Poezje i dramat, wstęp i oprac. Zdzisław Jastrzębski, Warszawa 1970
- Andrzej Trzebiński, Kwiaty z drzew zakazanych. Proza, wstęp i oprac. Zdzisław Jastrzębski, Warszawa 1972
- Konspiracyjna publicystyka literacka 1940–1944. Antologia, Kraków 1973
- Poetyka humoru wojennego (wybrane kwestie), Ann. UMCS Sect. F. Vol. 28 1973, s. 293-319
- Poetyka humoru lat okupacji 1939-1944, Warszawa 1986